# Bataille de Bathys Ryax
Guerres arabo-byzantines
Batailles
- Mu'tah (629)
- Ajnadayn (634)
- Damas (634)
- Fahl (635)
- Yarmouk (636)
- Jérusalem (636-637)

- Héliopolis (640)
- Nikiou (646)

- Sufétula (647)
- Tahouda (683)
- Mammès (688)
- Carthage (698)
- Oued Nini (698)

- 1re Constantinople (674-678)
- Sébastopolis (692)
- Tyane (~708)
- 2e Constantinople (717-718)
- Andrinople (718)
- Nicée (727)
- Akroinon (740)

- Kamacha (766)
- Invasion de l'Asie Mineure (782)
- Kopidnadon (788)
- Krasos (804)
- Invasion de l'Asie Mineure (806)
- Anzen (838)
- Amorium (838)
- Mauropotamos (844)
- Poson (863)
- Bathys Ryax (872 ou 878)

- Syracuse (877-878)
- Stelai ou 1re Milazzo (880)
- 2e Milazzo (888)
- Taormine (902)
- Garigliano (915)
- Détroit (965)
- Georges Maniakès en Sicile (1038-1040)

- Phœnix de Lycie (655)
- Keramaia (746)
- Conquête musulmane de la Crête (années 820)
- Damiette (853)
- Raguse (866-868)
- Kardia (~872-873)
- Golfe de Corinthe (~873)
- Céphalonie (880)
- Chalcis (~883)
- Thessalonique (904)

- Portes ciliciennes (878)
- Campagnes de Jean Kourkouas (926-944)
- Marach (953)
- Raban (958)
- Andrassos (960)
- Campagnes de Nicéphore II Phocas (956-969)
- Chandax (960-961)
- Alexandrette (971)
- Campagnes de Jean Tzimiskès (~950-975)
- Gués de l'Oronte (994)
- Alep (994-995)
- Apamée (998)
- Campagnes de Basile II (979-999)
- Azâz (1030)

La bataille de Bathys Ryax se déroule en 872 ou 878 et oppose l'Empire byzantin aux Pauliciens. Ces derniers sont une secte chrétienne persécutée par l'Empire byzantin et qui s'est établie dans une principauté indépendante autour de Téphrikè, à la frontière orientale de Byzance. Ils collaborent avec les émirats musulmans de la zone frontalière du califat abbasside (Tughur) contre l'Empire byzantin. La bataille est une victoire byzantine décisive qui conduit à une déroute de l'armée paulicienne et à la mort de Chrysocheir, leur chef. Cet évènement entraîne la destruction de la principauté paulicienne et met fin à une menace sérieuse pour l'Empire byzantin. Peu après, la ville de Téphrikè est conquise et la principauté paulicienne est annexée.

## Contexte

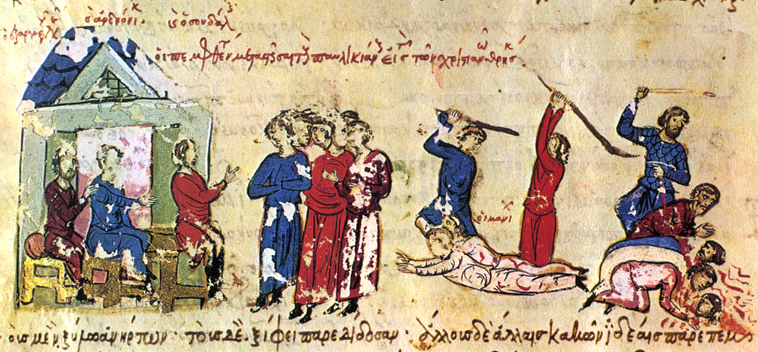
Le massacre des Pauliciens en 843/844. Illustration issue du manuscrit Sklylitzès.

Les Pauliciens sont une secte chrétienne dont les origines et les croyances sont obscures. Les sources byzantines les décrivent comme dualistes tandis que les textes arméniens maintiennent qu'ils sont adeptes de l'Adoptianisme. Ils sont fermement iconoclastes et adhèrent à une Christologie à part. Ils rejettent notamment l'autorité et les pratiques de l'Église byzantine officielle pour suivre leurs propres chefs,. De ce fait, ils sont persécutés par les Byzantins dès 813 malgré le soutien officiel des empereurs de l'époque pour l'iconoclasme. Après la fin définitive de l'iconoclasme byzantin en 843, la persécution s'intensifie dans un but unique dans l'histoire byzantine : éradiquer entièrement une secte hérétique. Des ordres sont ainsi envoyés pour tuer toute personne ne reniant pas ses croyances. Selon les chroniqueurs, 100 000 Pauliciens sont massacrés tandis que les survivants fuient dans leurs forteresses dans l'Anatolie centrale et orientale. Ils trouvent refuge chez les Musulmans, adversaires traditionnels des Byzantins et notamment dans les émirats de la Tughur, la zone frontalière byzantino-arabes le long des Monts Taurus et Anti-Taurus. Grâce au soutien de l'émir de Mélitène, Omar al-Aqta, le chef paulicien Karbéas fonde une principauté séparée à Téphrikè et lors de décennies suivantes, les Pauliciens font campagne aux côtés des Arabes contre Byzance,.
Les Arabes et les Pauliciens souffrent d'une défaite sérieuse en 863 lors de la bataille de Poson qui entraîne la mort d'Omar al-Aqta et de Karbéas. Chrysocheir, le nouveau chef des Pauliciens, relance des raids pénétrant profondément dans l'Anatolie byzantine, atteignant Nicée et mettant à sac Éphèse en 869 ou 870. Basile Ier, le nouvel empereur byzantin, envoie une ambassade négocier à Téphrikè. Après l'échec des négociations, l'empereur lance une campagne contre les Pauliciens au printemps 871 mais il est vaincu et échappe lui-même de peu à la capture,,.

## Bataille
Encouragée ce succès, Chrysocheir planifie un autre raid d'envergure en Anatolie qui atteint Ancyre et ravage le sud de la Galatie. Basile réagit en envoyant son beau-frère, le domestique des Scholes Christophe, contre les Pauliciens. Ces derniers parviennent à éviter la confrontation et alors que l'hiver approche, ils commencent à se replier vers leur principauté. Ils campent à Agranai (aujourd'hui Muşalem Kalesı) dans le thème de Charsianon tandis qu'une armée byzantine s'établit près de Siboron (aujourd'hui Karamadara) à l'ouest. Les Pauliciens se dirigent ensuite vers le col de Bathis Ryax ou Bathyryax (Βαθυρύαξ, appelé aujourd'hui col de Kalınırmak, à l'ouest de Sivas), une position d'une grande importance stratégique, comme l'indique le fait qu'elle sert de point fortifié de rassemblement (Aplèkton) pour les armées byzantines lors des expéditions en Orient. Christophe envoie les stratèges des Arméniaques et de Charsianon à la tête d'une force de 5 000 hommes pour entrer en contact avec les Pauliciens. Elle parvient à suivre ces derniers jusqu'au col et essaie de connaître leurs intentions, c'est-à-dire s'ils veulent repartir vers l'ouest pour continuer de razzier le territoire byzantin ou s'ils veulent revenir vers Téphrikè, auquel cas elle doit rejoindre les forces de Christophe,.
Quand les deux stratèges et leurs troupes atteignent la passe, la nuit est tombée et les Pauliciens, qui semblent ignorés qu'ils sont suivis, campent dans la vallée du col. Les Byzantins prennent position sur une colline boisée appelée Zogoloenos et qui surplombe le campement adverse. À cet instant, les sources mentionnent qu'une dispute éclate entre les hommes des troupes des deux thèmes (Arméniaques et Charsianon) pour savoir qui sont les plus braves. Les deux généraux décident de profiter du moral élevé de leurs troupes et lance une offensive impétueuse, malgré les ordres de Christophe,. Un détachement de 600 hommes issus des deux corps de l'armée lance une attaque surprise à l'aube, pendant que le reste de l'armée reste en arrière et fait du vacarme avec trompettes et des tambours pour insinuer chez l'adversaire l'arrivée prochaine de l'ensemble de l'armée byzantine conduite par Christophe. La ruse fonctionne parfaitement. Les Pauliciens pris par surprise paniquent et sont dispersés sans opposer de résistance sérieuse,. La déroute devient totale quand les fuyards tombent sur la principale armée byzantine lors de leur fuite. Les survivants sont poursuivis par les Byzantins jusqu'à une distance de 50 kilomètres. Chrysocheir parvient à s'échapper avec un petit détachement de gardes personnels mais il est rattrapé à Konstantinou Bounos (probablement l'actuelle ville de Yildiz Dagı). Dans l'engagement qui s'ensuit, il est blessé par Pouladès, un soldat byzantin qui est un ancien prisonnier paulicien. Il chute alors de son cheval avant d'être capturé et décapité par les Byzantins. Sa tête est ensuite envoyée à Basile Ier à Constantinople,.

## Conséquences
La défaite de Bathys Ryax marque la fin des Pauliciens en tant que puissance militaire et menace pour Byzance. Basile exploite son succès par une série de campagnes en Orient contre les forteresses pauliciennes et les émirats arabes. Téphrikè est prise en 878 et rasée. Les Pauliciens qui survivent s'installent dans les Balkans tandis qu'un important groupe prend la mer pour rejoindre l'Italie du Sud et combattre pour l'Empire byzantin sous le commandement de Nicéphore Phocas l'Aîné,.

## La question de la chronologie
La chronologie et la suite des évènements concernant la bataille et la chute de la principauté paulicienne sont floues. En effet, les sources byzantines sont contradictoires. Certains historiens placent la bataille 872 et d'autres en 878, dans les deux cas soit avant, soit après la prise et le sac de Téphrikè par les Byzantins. Ainsi, Alexandre Vassiliev propose comme hypothèse une première bataille victorieuse pour les Byzantins suivie du sac de Téphrikè et de la défaite finale des Pauliciens à Bathys Ryax, le tout en 872. La plupart des historiens modernes s'accordent pour placer la bataille avant le sac de la cité mais s'opposent quant à la date des deux évènements. Certains, comme Nina Garsoïan ou John Haldon situent les deux évènements en 878, le byzantiniste français Paul Lemerle suivi par d'autres historiens comme Mark Whittow ou Warren Treadgold situent la bataille en 872 et la destruction de Téphrikè en 878 (Treadgold parle de 879).